# Дом станционного смотрителя
«Дом станцио́нного смотри́теля» — литературный музей в деревне Выра Гатчинского муниципального округа Ленинградской области, филиал Государственного бюджетного учреждения культуры Ленинградской области «Музейное агентство».
Музей воссоздан по повести Александра Сергеевича Пушкина «Станционный смотритель» и архивным документам в 1972 году в сохранившемся здании Вырской почтовой станции, в которой великий поэт останавливался в общей сложности 30 раз. Является первым в России музеем литературного героя и относится к объектам культурного наследия России.

## История
Почтовая станция из уездного города Рождествено была перенесена в 1800 году в деревню Выра на Динабургском тракте (позже Двинский тракт, ныне Киевское шоссе), где была третьей по счёту станцией от Санкт-Петербурга.
В конце 1830-х — начале 1840-х годов станция была перенесена и вновь возведена в виде каменного здания в ходе работ по спрямлению бывшей Порховской дороги при постройке нового Динабургского тракта.
В 1831 году была опубликована повесть Александра Сергеевича Пушкина «Станционный смотритель». Народное предание связывает события повести с Вырой. Автор повести бывал на Вырской почтовой станции не менее 13 раз. Согласно архивным исследованиям на Вырской станции долгое время служил смотритель, у которого была дочь. Фамилия главного героя, Самсона Вырина, могла быть образована от названия деревни.
С 1905 года на её территории располагалась пожарная добровольная дружина. Затем здесь находились волостное правление, земская школа, медицинский лазарет, в январе 1942 года была устроена немецкая комендатура лагеря для военнопленных. После войны там располагались склад и сельский клуб.
В конце 1960-х годов нашлись энтузиасты создания здесь музея: токарь Государственного оптического института имени С. И. Вавилова — И. Д. Ларин, председатель колхоза им. Ленина — П. С. Терещенко, сотрудник Всероссийского музея имени А. С. Пушкина — Н. И. Грановская.
Автор проекта музея — архитектор В. В. Экк, первые экспозиции создавались Ниной Ивановной Грановской, а руководил бригадой плотников А. А. Сёмочкин.
Музей был открыт 15 октября 1972 года, экспозиция насчитывала 72 предмета. Впоследствии их число увеличилось до 4000.
16 сентября 2018 года музей «Дом станционного смотрителя» был закрыт на реставрацию. По словам заведующего музея В. Н. Кайковой коллекции музея отправятся не только по музеям Ленинградской области, но и за её пределы. С 2019 года по 2022 год три литературные экспозиции «Дома станционного смотрителя» были доступны в Ульяновском областном краеведческом музее им. И. А. Гончарова.
20 декабря 2022 года музей был открыт после долгой реставрации, с обновленной экспозицией.

## Экспозиция
В музее воссоздана обстановка, характерная для почтовых станций пушкинского времени.
Музей состоит из двух каменных корпусов, конюшни, сарая, пожарной каланчи, колодца, шорной и кузницы.
Ядро музея – литературная экспозиция, разместившаяся в здании Дома смотрителя. Здесь светозвуковой спектакль, записанный актерами «Театра на Литейном», погрузит посетителя в мир повести Пушкина «Станционный смотритель».
Помимо литературной темы, в музее ведется разговор об образе дороги в русской культуре. Экспозиции «Путешествие по Динабургскому тракту» и «Почтовое сообщение в России XIX века» позволят каждому посетителю почувствовать себя настоящим путешественником – например, Пушкиным, который едет мимо деревни Выра в Михайловское. В этом поможет мультимедийное оборудование с видео- и аудиоконтентом.
По данным 2008 года экспозиция насчитывает более 4000 экспонатов.
При музее действует сувенирная лавка.
График работы: вторник - воскресение, с 10.00 до 18.00 (касса работает до 17.00., в зимний период (ноябрь - апрель) с 10.00 до 17.00 (касса работает до 16.30). Каждый первый четверг месяца - санитарный день.)
- Музей «Дом станционного смотрителя»
- Комната смотрителя
- ЭК "Путешествие по Динабургскому тракту"